# Art decó coruñés

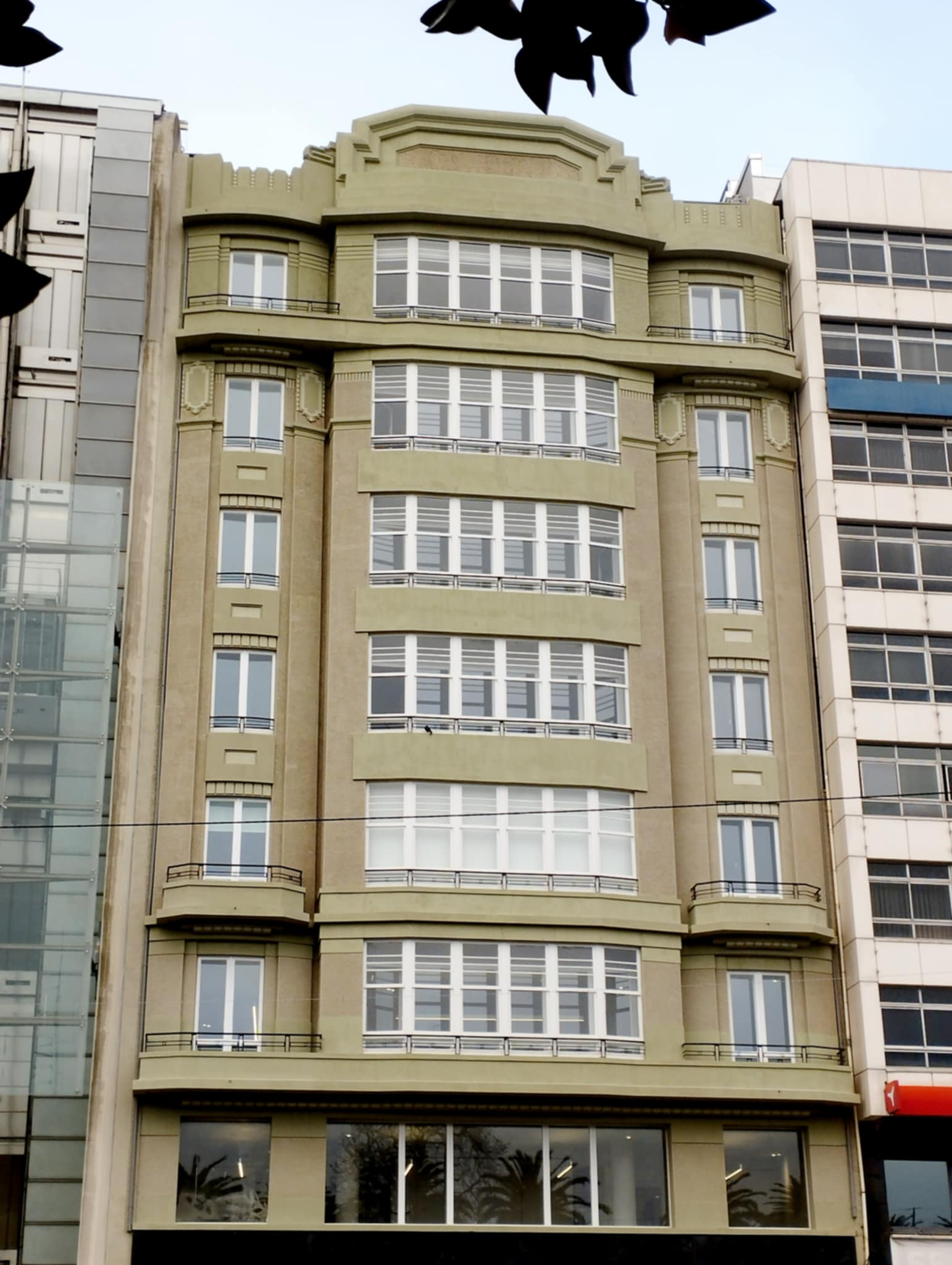
Fachada Cine Avenida

El art déco coruñés es el desarrollo del movimiento artístico art déco en la ciudad española de La Coruña. Se hizo popular a partir de 1920 hasta 1945, aunque su influencia se extiende hasta la década de 1950.

## Características
El art decó coruñés se distingue por ser un estilo arquitectónico marcado por la predominancia de formas geométricas y simétricas. La verticalidad también es un elemento destacado, como se aprecia en edificios como la desaparecida Clínica el Pilar. Su verticalidad destacaba gracias a diafragmas que sobresalían de la fachada, creando un efecto escalonado que daba dinamismo a la estructura.

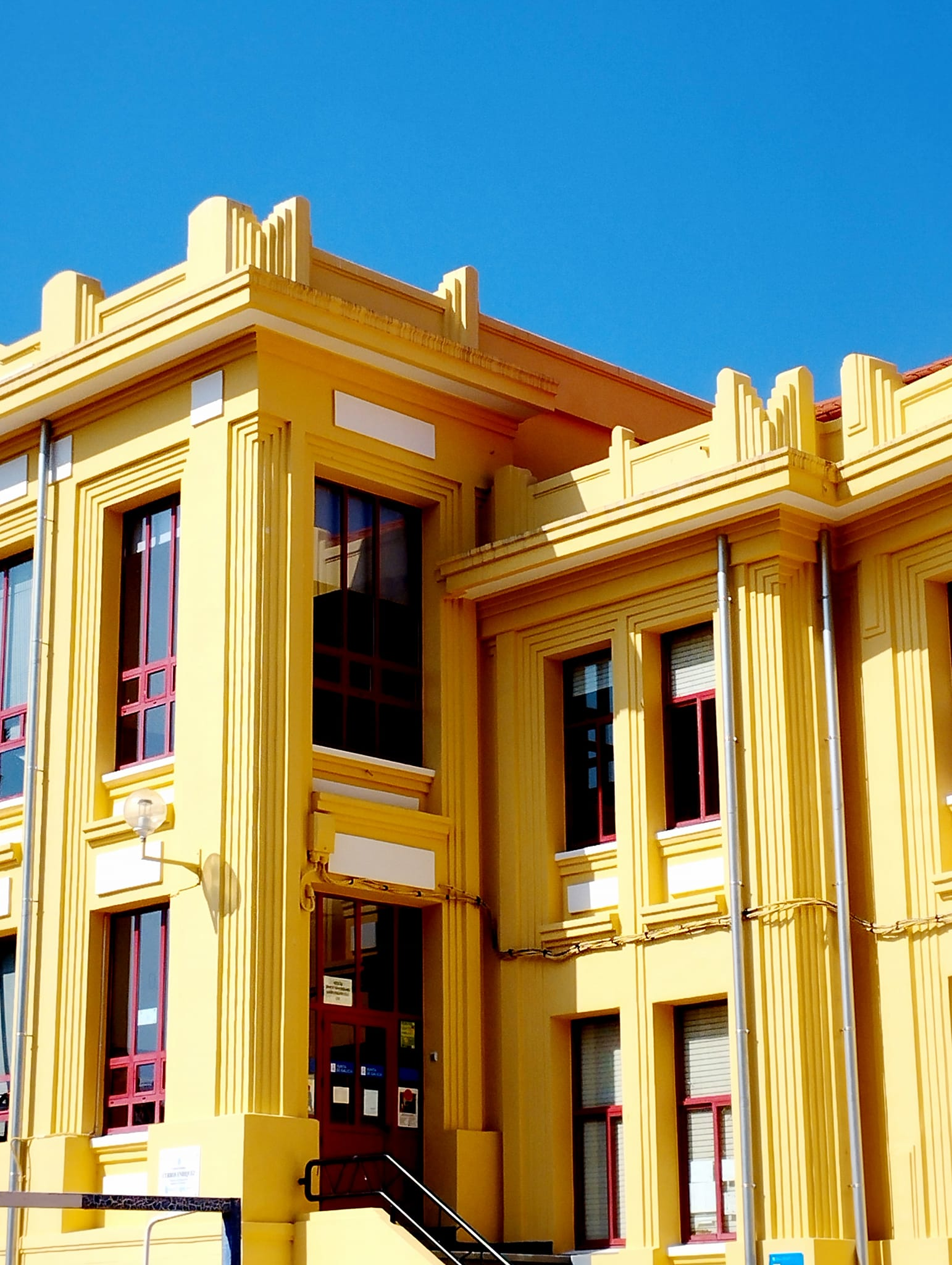
Escalonamientos geométricos en fachada CEIP Curros Enríquez

La influencia del art decó en La Coruña también se refleja en la presencia de voladizos hemihexagonales, escalonamientos geométricos y coronaciones escalonadas con terminaciones en peineta, que aportan un toque distintivo a los edificios. 

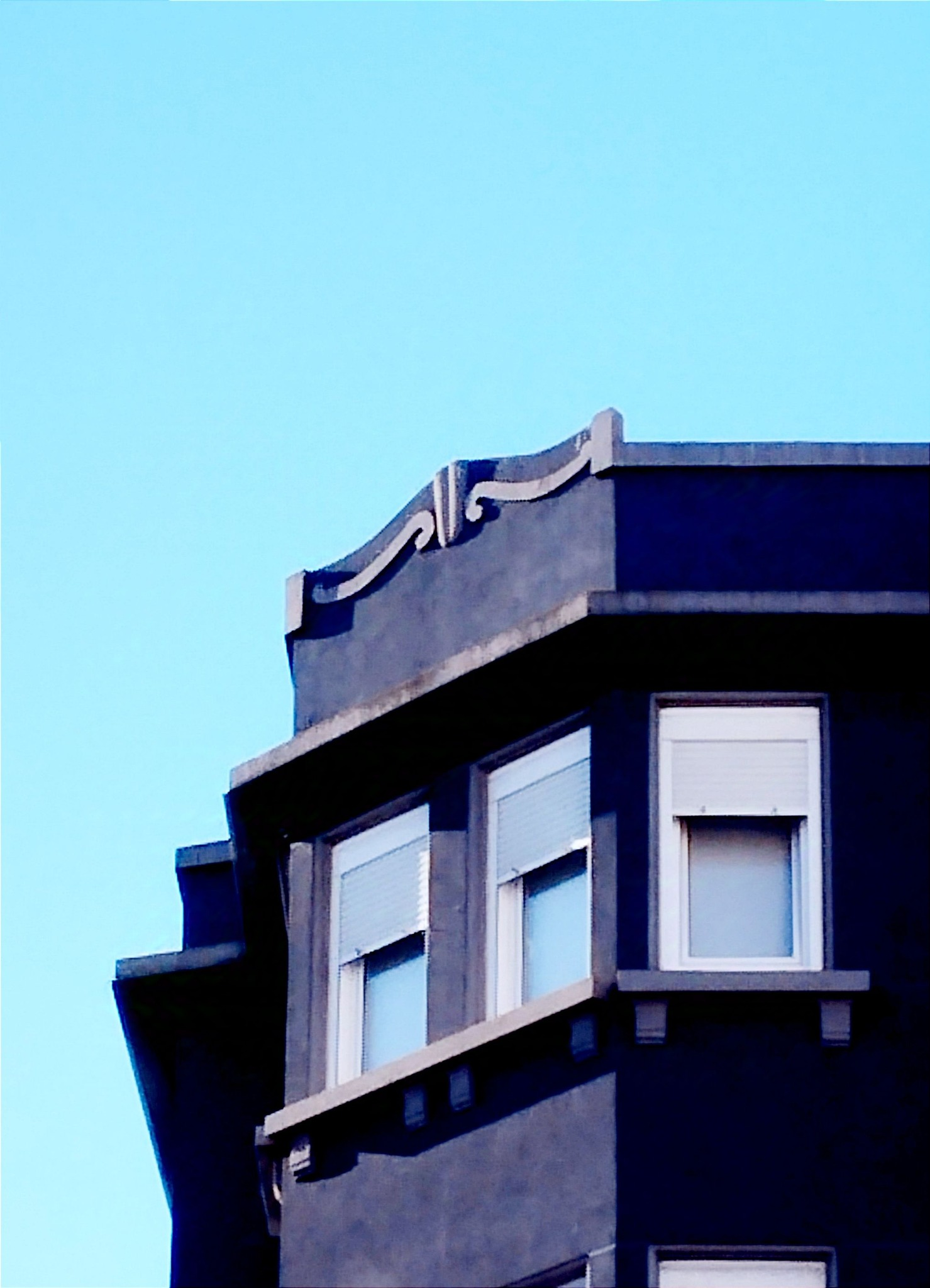
Coronación en peineta con voladizo hemihexagonal en Ronda Outeiro n.º 145

Además, algunas construcciones coruñesas presentan características del streamline moderne, una rama del estilo art decó tardío, que se caracteriza por su suavidad y curvas aerodinámicas. Aunque La Coruña no cuenta con edificios puramente art decó como otras ciudades españolas, el estilo influyó significativamente en la transformación arquitectónica de la ciudad, especialmente en edificios que combinaban elementos racionalistas con detalles geométricos art decó. El Cine Avenida, construido en 1937, es un ejemplo notable de esta fusión con su fachada simétrica y molduras decorativas art decó.

## Edificios
- Edificio en C/San Andrés n.º 84 (1930). Antonio Tenreiro y Peregrín Estellés[2]
- Antiguo edificio clínica El Pilar, situado en la Plaza de Pontevedra y derribado en 1975. Antonio Tenreiro y Peregrín Estellés (1920) [1]
- Conjunto de edificios en el entorno de la Plaza Padre Rubinos n.º 6, 15, 14 y 12, también en Ronda Outeiro n.º 145 y n.º 152. Santiago Rey Pedreira. (1956-1957)
- CEIP Curros Enríquez (1935). Luis Martínez Díaz
- Edificio en Ronda Outeiro n.º 113 (1956). Santiago Rey Pedreira
- Edificio C/Eusebio da Guardia n.º1 (1946). Ramiro Mariño Caruncho
- Edificio C/Paz n.º 9 (1941). Antonio Tenreiro
- Edificio en C/Asturias n.º 5. Rafael González Villar.
- Edificio en C/Marqués de Amboage n.º 7, fachada posterior Santiago Rey Fernández LaTorre.
- Edificio en C/Emilia Pardo Bazán n.º 2.
- Edificio de Correos en C/ Alcalde Manuel Casas
- Edificio en C/ Fontán n.º 3. Santiago Rey Pedreira
- Edificio en C/Ciudad de Lugo n.º 2
- Edificio en C/Ciudad de Lugo n.º 9
- Villa Molina Avenida de La Habana, n.º 1 (1928). Rafael González Villar.[3]
- Cine Avenida (1941). Rafael González Villar

- Cine Savoy desaparecido (1931). Antonio Tenreiro y Peregrín Estellés. Estaba situado en la Calle Real con fachada también a la Calle Olmos.[4][5]

## Arquitectos
Arquitectos como Santiago Rey Pedreira, Antonio Tenreiro Rodríguez, Peregrín Estellés y Rafael González Villar, desarrollaron proyectos en la ciudad de La Coruña donde se aprecia este estilo arquitectónico.